# Relai parental
Un relai parental est un lieu accueillant 24 h sur 24 et 7 jours sur 7 des enfants dont la famille traverse des difficultés momentanées ou périodiques. Il reçoit les enfants sur simple demande des parents qui décident librement de la durée du séjour de leur enfant. Ces demandes peuvent être motivées par un problème de santé ou de logement, par l’éloignement passager d’un parent, des difficultés conjugales ou éducatives ou bien tout simplement par le besoin de répit d’un parent surmené.

## Étayer la fonction parentale
Le relai parental propose d’étayer la fonction parentale, fonction difficile à exercer en permanence, sans le soutien d’une famille élargie ou d’un voisinage socialisé. Or dans l’anonymat des agglomérations actuelles, de nombreux parents manquent non seulement d’un environnement humain mais également de références citoyennes et culturelles. Cette situation d’isolement donne lieu à des carences éducatives, compensées par l’omniprésence des écrans et à des tensions, source de violence. À l’image d’une maison grand-parentale, le Relais Parental accueille le cri d’un parent « Je n’en peux plus ! », sans que cela s’inscrive dans des registres officiels.
Le relai parental se veut une alternative à l’accueil des enfants à l’aide sociale à l'enfance, lorsque celui-ci ne s’impose pas pour raisons graves. Il en existe un deuxième dans les Hauts-de-Seine à Chatenay-Malabry (Coup d'Pouce 92) permet à l’enfant de rester dans son environnement et aux parents de préserver l’intimité de leur vie familiale.
L’admission peut se faire à la demande des parents, ou à la demande des services sociaux, de la PMI, des hôpitaux, des associations diverses, ou sur simple appel téléphonique. Les parents, après entretien, signent une autorisation d’hébergement, une décharge en cas de soins et fournissent le carnet de santé. 

## Initiative et essaimage
Un premier relai parental a été créé en 1985 par une éducatrice spécialisée, Verena Thorn-Vogt (née en 1941 en Suisse) à Gennevilliers dans les Hauts-de-Seine ("La Passerelle 92"). Il est conçu comme un lieu de sécurité et de bien-être, une « Maison des Enfants » où l'enfant vit décollé d’une relation étroite avec son parent, dans une communauté de pairs encadrée par des adultes qui garantissent à chacun une vraie place d’enfant, sans qu’il faille conquérir celle-ci par des rapports de force ou de séduction. La vie quotidienne est ordonnancée par les règles du savoir-vivre, la journée se profile à travers des rituels : du lever, du repas, du coucher…, des traditions marquent le rythme de l’année : la nuit de la St. Jean, l’avent et la fête de Noël, le carnaval et Pâques. On y  chante beaucoup, que ce soit le soir ou à l’occasion des fêtes. La première visite à La Passerelle coïncide souvent avec un accueil le jour même. Les parents confient leur enfant en toute sécurité dans un lieu professionnel et chaleureux basé sur un modèle familial.

« Il y a des choses que l'on comprend en dehors des mots. - Il en est ainsi dans cette maison. Une maison comme celles-ci est nécessairement fondée sur la confiance. »

— Jean-Pierre Raffarin, Premier ministre
Un deuxième a vu le jour à Chatenay-Malabry (Coup d'Pouce 92), toujours dans les Hauts-de-Seine. Puis le concept a essaimé dans le Doubs (Besançon, Audincourt et Pontarlier), à Béziers et à Montpellier  dans l’Hérault, à Nantes et à Saint-Nazaire en Loire-Atlantique et à Cherbourg dans la Manche. La création d’un Relais Parental est prévue à Argenteuil dans le Val-d'Oise.

## Reconnaissance
L’Ordre national du Mérite a été remis à Verena Thorn-Vogt qui a conçu le projet du Relais Parental et fut la première directrice (pendant 15 ans) de la Passerelle 92.